# Coskinolinoides
Coskinolinoides es un género de foraminífero bentónico de la subfamilia Dictyoconinae, de la familia Orbitolinidae, de la superfamilia Orbitolinoidea, del suborden Orbitolinina y del orden Loftusiida. Su especie tipo es Coskinolinoides texanus. Su rango cronoestratigráfico abarca el Albiense (Cretácico inferior).

## Discusión
Clasificaciones previas incluían Coskinolinoides en el suborden Textulariina del orden Textulariida o en el orden Lituolida.

## Clasificación
Coskinolinoides incluye a las siguientes especies:
- Coskinolinoides jamaicensis †
- Coskinolinoides texanus †